# Малых, Геля Николаевна
Ге́ля Никола́евна Ма́лых — передовик промышленного производства, токарь, наладчица станков-автоматов завода «Ижмаш» (ныне — концерн «Калашников»), общественный деятель. Герой Социалистического Труда (1982). 

## Биография
Геля Николаевна Малых родилась 20 апреля 1939 года в деревне Сылызь Дебёсского района Удмуртской АССР и была одной из пятерых дочерей в крестьянской семье. После четырёх классов средней школы села Дебёсы с родителями переехала в город Сарапул, где окончила семилетнюю школу. С детских лет родители прививали детям честность, трудолюбие, терпение и внимание. Особенно нравились Геле мужские профессии — она во всём пыталась не уступать отцу, участнику Великой Отечественной войны, который любил работать с деревом, столярничать.
В 17-летнем возрасте Геля с семьёй переехала в Ижевск и по рекомендациям родственников смогла устроиться на работу на Ижевский машиностроительный завод ученицей револьверщицы. С 1955 года работала токарем на станкостроительном производстве предприятия, параллельно окончив 10-й класс вечерней школы.
С годами мастерство Гели Николаевны росло, и с 1976 года она приступила к работе наладчицей токарных автоматов и полуавтоматов, в совершенстве овладев этой профессией. Ей доверяли освоение новых моделей высокопроизводительного оборудования, при этом сроки эксплуатации оборудования между ремонтами увеличились более чем в полтора раза. Свои производственные задания Геля Николаевна выполняла на 35—40 % сверх нормы; задание десятой пятилетки завершила за 3,5 года, одиннадцатую пятилетку также выполнила с опережением — за 4 года.
Указом Президиума Верховного Совета СССР от 30 августа 1982 года («закрытым») «за достигнутые успехи и большой личный вклад в выполнение народнохозяйственных планов» Малых Геле Николаевне было присвоено звание Героя Социалистического Труда с вручением ордена Ленина и золотой медали «Серп и Молот».
Помимо производственной деятельности Геля Николаевна уделяла внимание также общественной работе, много внимания уделяла воспитанию молодёжи. Будучи членом КПСС (с 1961 года), избиралась членом партийного бюро цеха, партгрупоргом участка, членом обкома КПСС, депутатом Ижевского городского совета, членом парткома объединения.
21 июня 2017 года в возрасте 78 лет, из которых только последние годы находилась на пенсии, Геля Николаевна скончалась в Ижевске.